# Frank Bowling
Sir Frank Bowling OBE RA (eigentlich Richard Sheridan Franklin Bowling; * 26. Februar 1934 in Bartica, Guyana) ist ein britischer Maler  des Abstrakten Expressionismus und der Farbfeldmalerei. Er gilt als einer der bedeutendsten Künstler der britischen Schule des 20. und 21. Jahrhunderts.

## Leben
Bowling wurde in der damaligen britischen Kolonie Britisch-Guayana als Sohn eines Polizei-Zahlmeisters und einer Näherin geboren. Im Jahr 1950 verließ er Südamerika und ging nach England.
Nach seinem Dienst in der Royal Air Force begann Bowling ein Kunststudium, trotz früherer Ambitionen Dichter und Schriftsteller zu werden. Er studierte zunächst an der Chelsea School of Art. Im Jahr 1959 erhielt er ein Stipendium am Londoner Royal College of Art, wo Künstler wie David Hockney, Derek Boshier, Allen Jones, R. B. Kitaj und Peter Phillips seine Kommilitonen waren. Zu seinem Abschluss im Jahre 1962 wurde Bowling für seine Leistungen die Silbermedaille verliehen, während Hockney die Goldmedaille erhielt.
Im Jahr 1960 heiratete Bowling seine Studienfreundin, die spätere Autorin und Kunstkritikerin Patricia Margaret „Paddy“ Kitchen (1934–2005). Die Ehe wurde in den späten 1960er Jahren geschieden. Seine erste Einzelausstellung mit dem Titel „Image in Revolt“ fand 1962 in der Grabowski Gallery London statt.
Mitte der 1960er Jahre zog Bowling nach New York City, wo er Kontakte mit amerikanischen Künstlern knüpfte. Unterstützt durch den New Yorker Kunstkritiker Clement Greenberg (1909–1994) fand er seinen Platz in der abstrakten Kunst, neben Mark Rothko, Jackson Pollock und Barnett Newman. 1971 stellte er in der Whitney Biennial aus. Zwischen 1969 und 1972 war Bowling Redakteur des Arts Magazine. Noch heute lebt Bowling in London und New York und führt Ateliers in beiden Städten.
Bowlings Gemälde wurden in zahlreichen Ausstellungen in Europa, dem Vereinigten Königreich und den Vereinigten Staaten gezeigt und sind weltweit in den großen Privatsammlungen enthalten. Seine Arbeiten finden sich auch in den ständigen Ausstellungen des Metropolitan Museum of Art, des Museum of Modern Art in New York, sowie der Tate Gallery in London.
Das Münchener Haus der Kunst zeigte vom Juli 2017 bis Januar 2018 eine umfangreiche Retrospektive seiner Werke.
Von Mai bis August 2019 erhielt er eine eigene Ausstellung in der Tate Modern Galerie London.

## Ehrungen und Auszeichnungen
Am 26. Mai 2005 wurde Bowling zum Mitglied der Royal Academy of Arts gewählt. Er gehörte zu etwa einem Dutzend vorgeschlagener Künstler, um zwei vakante Stellen der achtzigköpfigen Akademie zu besetzen. Er ist der erste schwarze Künstler in der Geschichte der im Jahr 1768 gegründeten Institution.
Im Jahr 2008 wurde Frank Bowling in Anerkennung seiner Leistungen durch Königin Elisabeth II. zum Officer of the Order of the British Empire (OBE) ernannt. 2021 wurde ihm der Wolfgang-Hahn-Preis 2022 zuerkannt, den er am 15. November 2022 erhalten hat.